# A Roman Scandal (film)
A Roman Scandal er en amerikansk stumfilm fra 1919 af Al Christie.

## Medvirkende
- Colleen Moore som Mary
- Earle Rodney som Jack
- Eddie Barry
- Billy Bletcher
- Helen Darling